# Gjerstad
Gjerstad ist eine Kommune im norwegischen Fylke (Provinz) Agder mit 2492 Einwohnern (Stand: 1. Januar 2025). Die Gemeinde befindet sich im Südosten des Landes.

## Geografie

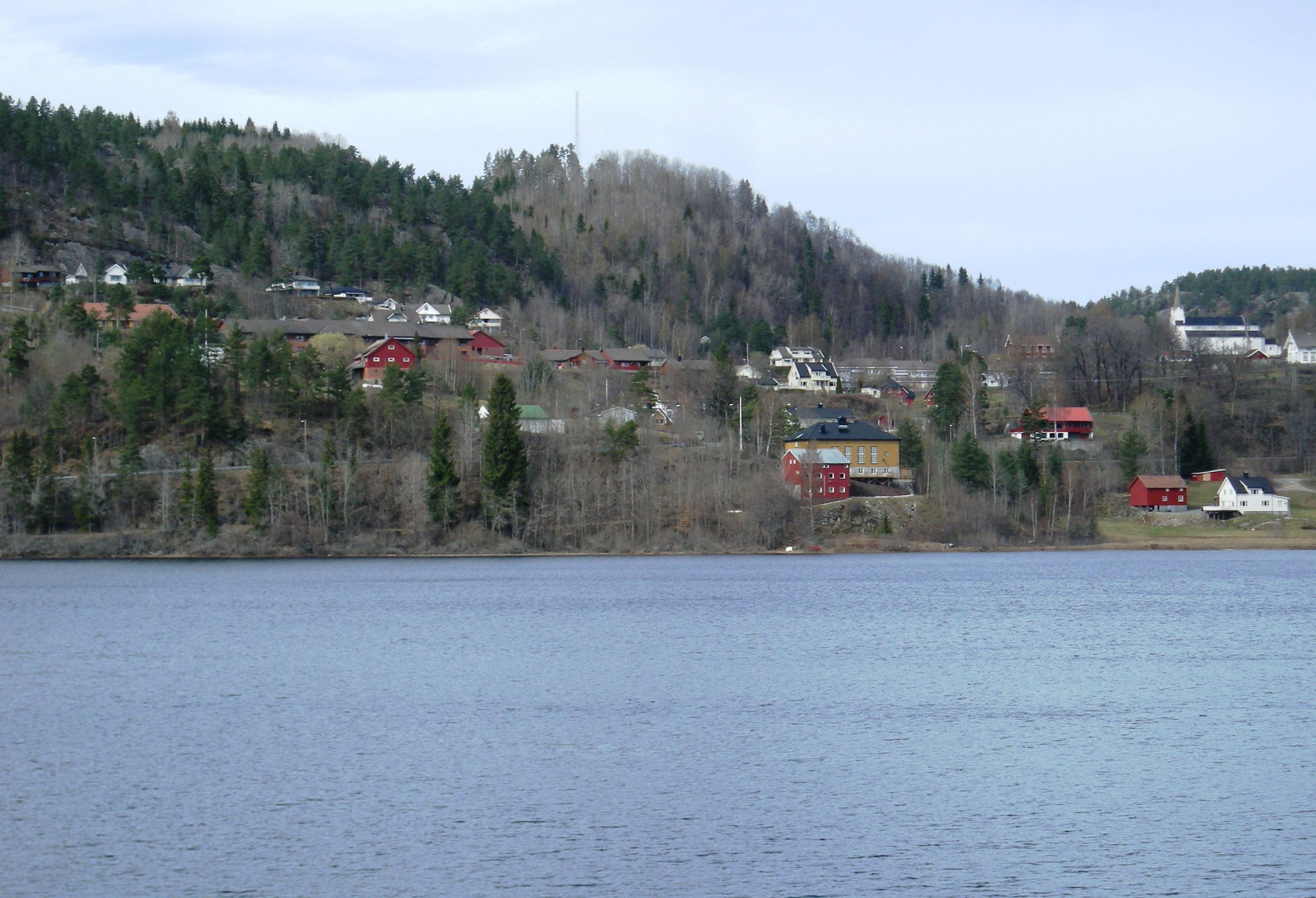
See Gjerstadvatnet mit der Gjerstad kirke rechts

Gjerstad liegt im Osten der südnorwegischen Provinz Agder, an der Grenze zu Telemark. In der Kommune liegen zwei Tettsteder, nämlich die gleichnamige Ortschaft Gjerstad mit 262 Einwohnern und Eikeland mit 594 Einwohnern (Stand: 2020). Die Ortschaft Gjerstad dient als Verwaltungssitz der Kommune. Im Zentrum der Gemeinde liegt der See Gjerstadvatnet. Höchste Erhebung ist mit 587 moh. der Solhomfjell.
Die Einwohner der Gemeinde werden Gjersdøl oder Gjersdøling genannt. Offizielle Sprachvariante ist weder Bokmål noch Nynorsk, da Gjersdal wie viele weitere Kommunen in der Provinz zu den in dieser Frage neutralen Gemeinden gehört.

## Geschichte
Die Kommune Gjerstad wurde nach der Einführung der kommunalen Selbstverwaltung im Jahr 1837 gegründet. Seitdem blieben die Grenzen unverändert. In der Ortschaft Gjerstad steht eine Holzkirche, die Gjerstad kirke, die im Jahr 1848 erbaut wurde. Bis Ende 2019 gehörte die Gemeinde Gjerstad zur damaligen Provinz Aust-Agder. Diese ging im Rahmen der landesweiten Regionalreform zum 1. Januar 2020 gemeinsam mit Vest-Agder in das neu geschaffene Fylke Agder über, wodurch Gjerstad nun Teil von Agder ist.

## Wirtschaft
Wichtigste Industriebranchen der Kommune ist die Maschinenindustrie. Lange Zeit war auch die Forstwirtschaft von großer Bedeutung, die Holzernte ging im Laufe der Zeit jedoch zurück. Die Landwirtschaft richtet sich zum Großteil an der Rinder- und Schafhaltung aus. Im Jahr 2019 arbeitete über die Hälfte der Arbeitnehmer außerhalb der Kommune.

## Wappen
Das seit 1986 offiziell genutzte Wappen zeigt drei silberne Messer auf rotem Hintergrund. Es soll die traditionelle Messerproduktion der Gemeinde darstellen.

## Bekannte Personen
- Niels Henrik Abel (1802–1829), Mathematiker, wuchs in Gjerstad auf
- Georg Østerholt (1892–1982), nordischer Skisportler